# ناز پرور هادی
ناز پرور هادی (زاده: ۱۳۳۶، ولایت هلمند) سیاست‌مدار افغانستانی و نماینده مردم هلمند در دوره پانزدهم مجلس نمایندگان افغانستان است.

## زندگی‌نامه
ناز پرور هادی متولد ۱۳۳۶ از ولایت هلمند افغانستان است. وی دارای مدرک تحصیلی لیسانس از دانشکده علوم دانشگاه کابل است.

## دیگر فعالیت‌ها
- معلم.[۱]
- مدیر لیسه/دبیرستان نسوان لشکرگاه.[۱]